# Floorball-Bundesliga 2025/26
Die Floorball-Bundesliga 2025/26 wird die 32. Spielzeit um die deutsche Floorball-Meisterschaft auf dem Großfeld der Herren sein. Die Saison wird voraussichtlich am 13. September 2025 beginnen und die Hauptrunde am 22. März 2026 enden.

## Teilnehmende Mannschaften
Folgende Mannschaften haben sich für die Saison 2025/26 qualifiziert:
- Die Mannschaften die in der FBL 2024/25 an den Play-offs teilnehmen:
  - Floor Fighters Chemnitz
  - SSF Dragons Bonn
  - MFBC Leipzig
  - UHC Sparkasse Weißenfels
  - ETV Piranhhas Hamburg
  - DJK Holzbüttgen
  - Unihockey Igels Dresden
  - Berlin Rockets
- Die Sieger der Play-down-Halbfinals der FBL 2024/25
  - TV Schriesheim (Fünf Wochen vor Saisonstart zurückgezogen.[1] Grund hierfür sind nach Aussage eines Vereinsvertreters personelle Engpässe, die eine Teilnahme am Spielbetrieb auf Bundesliganiveau derzeit unmöglich machen.[2])
  - Blau-Weiß 96 Schenefeld
- Der Sieger der Relegationsspiele zwischen dem Abstiegsspielsieger 2024/25 (VfL Red Hocks Kaufering) und dem Zweitligavizemeister der 2. Bundesliga 2024/25 (SC DHfK Leipzig)
  - SC DHfK Leipzig
- Der Meister der 2. FBL 2024/25
  - SC Potsdam